# Гауде, Франческо
Франческо Гауде (итал. Francesco Gaude; 5 апреля 1809, Камбьяно, Первая империя — 14 декабря 1861, Рим, Папская область) — итальянский кардинал, доминиканец. Генеральный прокуратор Ордена проповедников с октября 1846 по 20 декабря 1855. Кардинал-священник с 17 декабря 1855, с титулом церкви Санта-Мария-ин-Арачели с 20 декабря 1855 по 21 декабря 1857. Кардинал-священник с титулом церкви Санта-Мария-сопра-Минерва с 21 декабря 1857 по 14 декабря 1861.